# Sainte Ode
Pour les articles homonymes, voir Sainte Ode (homonymie).
Pour les articles ayant des titres homophones, voir Aude (prénom) et Aude.
Ne doit pas être confondu avec Sainte Aude.
Ode est une sainte martyre de l'ancien diocèse de Toul en Lorraine. 
Cette sœur en religion d'Euchaire, d'Élophe et de Libaire serait morte le 23 octobre 362 à la suite d'une persécution de l'empereur Julien. 
Cette servante chrétienne martyrisée est vénérée à Saint-Ouen-les-Parey, canton de Bulgnéville. L'autel contenant la châsse avec ses reliques et le lieu de son inhumation ont donné le nom Sainte Ouen à la localité, masculinisé en Saint Ouen. Elle est fêtée le 16 février dans l'ancienne liturgie du diocèse de Toul. Son culte liturgique était d'une haute importance pour les chanoinesses de l'abbaye de Poussay.

## Une chrétienne contemplative
Le culte de cette vierge retirée dans la solitude à Parey, puis martyrisée, a été abandonné par l'évêque de Toul, Mgr Bégon.
Ode ou aude est un prénom romano-germanique assez commun à l'époque mérovingienne et carolingienne. N'en subsistent que des diminutifs, tel le prénom Odette ou le nom de famille Odinot, Oudin, Oudinot. Ode vient du germanique Odo ou Audo, signifiant « les biens, les possessions ou la richesse du monde ». On retrouve cette racine dans les prénoms princiers ou royaux, Odile, Audouin (ami de Odo, la richesse), Odoacre ( Odo-wakar, conservateur de la richesse) ou leurs variantes slaves Ottil, Otton, Ottokar. 
L'interprétation de son nom pourrait expliquer le report à février de sa fête populaire. Le simple monde paysan préférait estimer les réserves de nourriture et, du coup, sa richesse potentielle aux environs de la période de Carnaval qu'après les récoltes abondantes ou médiocres.